# Hans Koller (Politiker, 1938)
Hans Koller (* 16. April 1938 in Berchtesgaden; † 4. Juni 2010 in München) war ein deutscher Politiker (CSU).

## Leben
Koller besuchte die Volks- und kaufmännische Berufsschule und machte eine Ausbildung zum Postschaffner. Er war danach Postbeamter im unteren und mittleren Dienst. 1955 wurde er Mitglied der Kolpingsfamilie, wo er zunächst Jugendreferent im Generalsekretariat des Deutschen Kolpingwerks in Köln und ab 1961 Landesgeschäftsführer des Kolpingwerks Bayern in München sowie ehrenamtlicher stellvertretender Landesvorsitzender des Kolping-Bildungswerks Landesverband Bayern war. Ferner besuchte Koller die Akademie Meersburg für mittleres Management in der Unternehmensführung und Bayerischen Verwaltungsschule, war Mitglied im Zentralausschuss der Landesarbeitsgemeinschaft für katholische Erwachsenenbildung und erstes stellvertretendes Vorstandsmitglied der Deutschen Angestellten-Krankenkasse.

## Politik
1958 wurde Koller Mitglied der CSU und der Christlich-Sozialen Arbeitnehmerschaft, der Arbeitnehmer-Union der CSU. Er war Mitglied des Bezirkstags Oberbayern und dort Berichterstatter der CSU-Fraktion für Kultur- und Heimatpflege sowie zehn Jahre lang Fraktionsgeschäftsführer. Am 10. Oktober 1988 rückte er für den verstorbenen Franz Josef Strauß in den Bayerischen Landtag nach, dem er noch zwei Jahre angehörte.